# هويدا صالح
هويدا عبد القادر صالح (اسم الشهرة: هويدا صالح) روائية وناقدة مصرية.

## سيرة ذاتية
وُلدت يوم 8 ديسمبر 1967 في محافظة المنيا بصعيد مصر. حصلت على درجة الماجستير في النقد الأدبي بأطروحة عنوانها «صورة المثقف في الرواية المصرية الجديدة في الفترة من 1990 إلى 2000، دراسة تحليلية في نماذج مختارة»، وحصلت على درجة الدكتوراه في النقد الأدبي بأطروحة عنوانها «الهامش الاجتماعي في الرواية من منظور منهج سيسيو ثقافي».عملت مديراً لتحرير مجلة المال والعقار المصرية وتكتب عموداً أسبوعياً بها، تكتب عمودا أسبوعيا في جريدة المشهد وجريدة البوابة، تكتب مقالا أسبوعيا في جريدة المقال، تكتب في الصحف والمجلات المصرية والعربية، إضافة إلى عملها مدرسا لمادة علم الجمال وفلسفة الفن بجامعة 6 أكتوبر.

## أعمالها

### صدر للكاتبة
- سكر نبات (مجموعة قصصية) صدرت عن:الهيئة العامة لقصور الثقافة ـ 1996
- عمرة الدار (رواية) صدرت عن: الهيئة العامة لقصور الثقافة ـ 2007 .
- عشق البنات (رواية) ـ روايات الهلال ـ 2008 .
- الحجرة 13 (متتالية قصصية) ـ دار دوّن للنشر 2010.
- صورة المثقف في الرواية الجديدة ـ دار رؤية للنشر والتوزيع

بيوت تسكنها الأرواح ـ الهيئة العامة للكتاب ـ سلسلة كتابات جديدة.
ممرات للفقد، رواية، الدار العربية للعلوم ناشرون بالتعاون مع نادي جازان الأدبي
نقد الخطاب المفارق، النقد النسوي بين النظرية والتطبيق ـ دار رؤية للنشر والتوزيع ـ 2014.
الهامش الاجتماعي في الرواية ـ دار رؤية للنشر والتوزيع بالقاهرة ـ 2015 .

### تحت الطبع
1. كتاب: قراءة ثقافية في الأدب المصري القديم.
2. كتاب قراءة ثقافية في أدب مصر الحديثة.
3. مجموعة قصصية بعنوان بنت وحيدة وصورة معلقة على جدار
4. مجموعة قصصية بعنوان كان يحب الموسيقى ولكنه ليس حالما تماما.
5. كتاب في النقد الثقافي يضم مجموعة مقالات ودراسات تمّ نشرها في المجلات والصحف العربية والمصرية.

- مجموعة دراسات:

1. صورة المرأة في السرديات العربية، دراسة قدمت لمؤتمر البشروش في تونس عام 2006 .
2. أسئلة القصة القصيرة، دراسة قدمت لمؤتمر أدباء مصر ـ الهيئة العامة لقصور الثقافة عام 2007 .
3. الشرق الأوسط يكتب سيرته الذاتية، دراسة تحليلية في السيرة الذاتية والسير الذاتية نشرت في مجلة الدوحة عام 2009 ضمن ملف عن السيرة الذاتية.
4. طرائق السرد في الرواية الجديدة، بحث قدم لمؤتمر الرواية العربية في المجلس الأعلى للثقافة عام 2007 .
5. بلاغة السرد في الرواية العربية، ـ بحث محكم، نشر في مجلة بلاغات التي تصدر عن جامعة تطوان بالمغرب عام 2008 .
6. السيرذاتية في الكتابة الجديدة ـ بحث محكم، نشر في مجلة فصول المصرية.

## محطات وروئ

### من آرائها
- ترى أن المشهد الإبداعي العربي فيه تخبط كبير، لا يمكن تقييمه في الفترة الراهنة اللهم إلا التجارب والمشاريع الإبداعية التي اكتملت، أما هؤلاء الذين مازالوا يجربون ويتلمسون خطواتهم الإبداعية فالطريق مضبب ومظلم علي تقييم مشروعاتهم، فربما تجد عملا إبداعيا نال شهرة تفوق الوصف ولو تعاملت مع هذا العمل فنيا لفجعت ووجدته لا يستحق كل هذه الضجة وهذا التطبيل، تري ما هي المعايير التي ينال بها عمل شهرة وفرقعة إعلامية أو حكما بجائزة؟ لا توجد معايير، فكل عمل له ظروفه، والمشهد الإبداعي يتحكم فيه الكثير من مدعي الإبداع، ويصنعون زيفا وفرقعات وفقاقيع، الزمن القادم سيفرز وينخل ويغربل كل هذا.(1)
- ترى أن الحداثة أفق للتفكير النظري وممارسة النقد، ومشروع الحداثة العربية في الأدب أمر ضروري من أجل إبراز خصوصيتنا وهويتنا "اللتين لا تستطيعان الإفلات من منطلق العصر، والحداثة يمكن اعتبارها حركة إبداع تساير الحياة في تغييرها الدائم ولا تكون وقفا على زمن دون آخر فحيثما يطرأ تغيير على الحياة التي نحياها فتتبدل نظرتنا إلى الأشياء. ورغم أن الحداثة العربية هي حداثة غربية في كل جوانبها إلا أنها دخلت لمجال التفكير العربي دون غرابة لأنها اتخذت صورة العصرية والاتجاه التجديدي في الأدب وارتباط مفهوم الحداثة في أذهان بعض المثقفين بحركة ما يسمي بالشعر الحر أو شعر التفعيلة. إذن تجربة الحداثة في الأدب العربي ارتبطت بحركة التجديد في الأدب ومن أهم دعاتها وروادها في الأدب العربي يوسف الخال وأدونيس الذي نادي في كتابه " الثابت والمتحول " بهدم البني التقليدية السائدة في الفكر العربي.

إذن الإبداع في الحداثة يهتمّ بالتعرّف على العالم وعلى تعقيداته وتحوّلاته، بمعنى أنّ رهانه هو إبراز كيفية تَغيُّر الواقع بتَغيُّر الزاوية التي يُنظر منها إليه.(2)

### مختارات من نصوصها
| هويدا صالح | تقول عن روايتها عشق البنات: سأجعل مدونتي باسم روايتي عشق البنات ... روايتي التي ربما .. لو قدر الله العلي الكبير أن تنشر بعد أيام أو بعد شهور .. في روايات الهلال ... وإلي أن تنشر ورقيا وتري أيدي القراء الكرام .. سأنشرها هنا في هذه المدونة .. ولكم التحية يا أحبة ... وأرجو أن يتسع صدركم لهذيان هؤلاء النساء المتمردات ... حتى وصل تمردهن إليّ أنا شخصيا .. الكاتبة والمؤلفة التي أنشأتهم من عدم .. وأوجدتهم من تخييل ولكنهن صدقن الحرية الممنوحة لهن وبدأن يمارسن الحياة الافتراضية التي صنعتها أنا وكأنهن حقيقيات تماما .. هل ترى العجب العجاب أيها القارئ المهيب .. نساء لسن من حلم ودم .. ويثرن ويرفضن .. ويخضعنني أنا الكاتبة المرهوبة الجانب .. المسموعة الكلمة ... سنرى من فينا سيحتفظ بحياته في نهاية المضمار..(3) | هويدا صالح |

| هويدا صالح | من روايتها: عشق البنات كانت جالسة في المترو. ترقب الجالسين . تتابع الصخب الذي يحدثه طفل صغير أفلت من يد والدته . الأم تداري الإحراج بالابتسامة المتكلفة. لفت نظرها امرأة جالسة قبالتها تتفحص الجالسين بعيون عسلية واسعة . شعرت بسعادة ، وهي تتوه في نظراتها الفوضوية الجريئة. نظراتها تشعرك أنها تود أن تضم العالم إلي صدرها. انتبهت إلى نظرات سلوى الطويلة في عيونها ، فرفعت حاجبيها دهشة و حيرة من تلك التي تطيل النظر إليها. لاحظت سلوى حركة حاجبيها فلم تحول نظراتها عنها. أخذت تحلل دهشتها من نظرات امرأة إليها. حتما تعودت علي نظرات الإعجاب من الرجال. أما :نظراتامرأة فهذا مستغرب بالنسبة لها. ترى أين ستنزل؟ هل ستكمل الطريق إلي حلوان؟ هذه هي الأسئلة التي ضبطت نفسها تفكر فيها وشغلتها عنها. دارت في رأسها أفكار كثيرة عن كيفية بدء حوار معها. تعجبت من الرجال الذين يجيدون التعرف علي النساء بسهولة تدهشها.(2) | هويدا صالح |

| هويدا صالح | كانت تصب شمعا ساخنا في شرايينها على مهل: كانت تعرف ألا شيء يدوم ألا شيء حقيقي ..رغم ذلك مثلت أنها امرأة سعيدة وأتقنت التمثيل .. حتى أنها صدقت تعبيرات وجهها في المرأة وحين خدعتها المرأة وخايلتها بوجهها الحقيقي ماتت رعبا ،، ثم مزقت شرايينها بحروف مرايا مشطوفة..(4) | هويدا صالح |

## وصلات خارجية
الأديبة هويدا صالح: أنحاز للأنثى في كل كتاباتي النقدية والإبداعية، لأنها همشت طويلا
د.هويدا صالح تكتب: حرق الأرض وإقصاء المثقفين في الهيئة العامة لقصور الثقافة